# 侵害
| ウィキペディアには「侵害」という見出しの百科事典記事はありません（タイトルに「侵害」を含むページの一覧/「侵害」で始まるページの一覧）。 代わりにウィクショナリーのページ「侵害」が役に立つかもしれません。 |